# Pneumatische motor
Pneumatische motoren leveren met pneumatische energie een beweging. Dat kan zowel een roterende beweging zijn als een lineaire beweging. Bij een roterende beweging wordt die afgegeven aan een as.
Een voorbeeld van een lineaire pneumatische motor vormt de drilboor, dus pneumatisch aangedreven beitel die gebruikt wordt om bij werken een wegdek op te breken.
De aandrijving van een pneumatische motor gebeurt met perslucht door een compressor.
Pneumatische motoren bieden het voordeel ten opzichte van elektromotoren, dat ze geen vonken kunnen veroorzaken en zo geschikt zijn om te werken in zones met explosiegevaar.
Pneumatische motoren worden in werkplaatsen dikwijls gebruikt om bouten en moeren vast te zetten.